# Sokszínű pinty
A sokszínű pinty (Passerina versicolor) a madarak osztályának verébalakúak (Passeriformes) rendjébe és a kardinálispintyfélék (Cardinalidae) családjába tartozó faj.

## Rendszerezése
A fajt Charles Lucien Jules Laurent Bonaparte francia ornitológus írta le 1838-ban, a Spiza nembe Spiza versicolor néven.

## Alfajai
- Passerina versicolor dickeyae Van Rossem, 1934
- Passerina versicolor pulchra Ridgway, 1887
- Passerina versicolor purpurascens Griscom, 1930
- Passerina versicolor versicolor (Bonaparte, 1838)[2]

## Előfordulása
Kanada, az Amerikai Egyesült Államok, Mexikó, és Guatemala területén honos. Természetes élőhelyei a szubtrópusi és trópusi cserjések. Vonuló faj.

## Megjelenése
Testhossza 14 centiméter.
|  |  |

## Szaporodása
Fészekalja 3-4 kék színű tojásból áll.

## Természetvédelmi helyzete
Az elterjedési területe rendkívül nagy, egyedszáma pedig stabil. A Természetvédelmi Világszövetség Vörös listáján nem fenyegetett fajként szerepel.